# Tomaž Razingar
Tomaž Razingar (* 25. April 1979 in Jesenice, SR Slowenien) ist ein ehemaliger slowenischer Eishockeynationalspieler, der über viele Jahre für den HK Jesenice, den HC Innsbruck und den EC VSV in der Österreichischen Eishockey-Liga spielte und dabei in 288 Spielen 222 Scorerpunkte sammelte.

## Karriere
Tomaž Razingar begann seine Karriere bei seinem Heimatclub HK Jesenice und etablierte sich bereits früh als Stammspieler des Vereins. Im Jahr 1999 versuchte er sich erstmals im Ausland und wechselte zu den Newmarket Hurricanes in die Ontario Junior Hockey League, kehrte jedoch noch in derselben Saison in die Heimat zurück. Im Jahr darauf versuchte er es erneut und schloss sich den Peoria Rivermen aus der East Coast Hockey League an, für die er zwei Spielzeiten lang auflief. Eine größere Karriere in den nordamerikanischen Topligen blieb ihm jedoch verwehrt.
Nach zwei weiteren Jahren in Jesenice, wo er 2003 als bester Torschütze und Vorbereiter auch Topscorer der slowenischen Liga war, wurde er vom tschechischen Club HC Pardubice verpflichtet, wo er sich jedoch nicht etablieren konnte und nach mehreren Anläufen wieder nach Jesenice zurückkehrte. Mit seinem Stammverein wurde er in der Folge nicht nur mehrfach Slowenischer Meister, sondern gewann auch 2005 und 2006 die Interliga, deren Topscorer er 2005 auch war. Erst in der Saison 2007/08 absolvierte er wieder eine volle Saison im Ausland und spielte für den HC Innsbruck in der Österreichischen Eishockey-Liga, wo sein Vertrag jedoch – wie jene der meisten übrigen Transferkartenspieler – nach Saisonende nicht verlängert wurde. Die folgende Spielzeit absolvierte er erneut beim HK Jesenice. Erst zur Halbzeit der Saison 2009/10 wurde er vom italienischen Erstligisten HC Pustertal verpflichtet, bei dem er die Saison beendete.
Im Jahr 2010 nahm ihn der österreichische Club EC VSV unter Vertrag. In seinem ersten Jahr bei seinem neuen Verein erzielte er in der Saison 2010/11 in insgesamt 64 Spielen 35 Tore, davon 14 Tore. 2012 wurde er vom EC VSV nicht weiterverpflichtet und wechselte in die 2. deutsche Bundesliga zu den Ravensburg Towerstars. Nach fünf Spielen in der Inter-National-League erhielt Razingar im November 2013 einen Probevertrag beim IF Troja-Ljungby aus der schwedischen HockeyAllsvenskan. 2014 wechselte er dann zum HC Dukla Trenčín in die slowakische Extraliga.
Im September 2015 beendete er seine Karriere nach 20 Jahren im Profieishockey.

### International
Für Slowenien nahm Razingar im Juniorenbereich an der U18-Junioren-C-Europameisterschaft 1996, als er als bester Stürmer des Turniers ausgezeichnet wurde, der U18-Junioren-B-Europameisterschaft 1997 sowie den U20-Junioren-C-Weltmeisterschaften 1995, 1996, 1997 und 1999 teil.
Im Seniorenbereich stand er im Aufgebot seines Landes bei der B-Weltmeisterschaft 1999, den Weltmeisterschaften der Division I 2004, 2007, als er nicht nur bester Torschütze des Turniers war, sondern auch die beste Plus/Minus-Bilanz aufweisen konnte, 2009, 2010, als er die beste Plus/Minus-Bilanz des Turniers erreichte, 2012 und 2014 sowie bei den Weltmeisterschaften der Top-Division 2002, 2003, 2005, 2006, 2008, 2011, 2013 und 2015. Seit der WM 2010 war er Mannschaftskapitän Sloweniens.
Zudem vertrat er seine Farben bei den Qualifikationsturnieren für die Olympischen Winterspiele 2006, 2010 und 2014 sowie den Spielen in Sotschi selbst, bei denen die Slowenen einen überraschenden siebten Rang erreichten.

## Erfolge und Auszeichnungen
| - 2000 Kelly-Cup-Gewinn mit den Peoria Rivermen - 2003 Topscorer der Slowenischen Eishockeyliga - 2003 Bester Torschütze der Slowenischen Eishockeyliga - 2003 Bester Vorlagengeber der Slowenischen Eishockeyliga - 2005 Slowenischer Meister mit dem HK Jesenice | - 2005 Gewinn der Interliga mit dem HK Jesenice - 2005 Topscorer der Interliga - 2006 Slowenischer Meister mit dem HK Jesenice - 2009 Slowenischer Meister mit dem HK Jesenice |

### International
| - 1995 Aufstieg in die C1-Gruppe bei der U20-C2-Junioren-Weltmeisterschaft - 1996 Aufstieg in die B-Gruppe bei der U18-C-Junioren-Europameisterschaft - 1996 Bester Stürmer der U18-C-Europameisterschaft - 2004 Aufstieg in die Top-Division bei der Weltmeisterschaft der Division I, Gruppe B - 2007 Aufstieg in die Top-Division bei der Weltmeisterschaft der Division I, Gruppe B - 2007 Beste Plus/Minus-Bilanz der Weltmeisterschaft der Division I, Gruppe B | - 2007 Bester Torschütze der Weltmeisterschaft der Division I, Gruppe B - 2010 Aufstieg in die Top-Division bei der Weltmeisterschaft der Division I, Gruppe A - 2010 Beste Plus/Minus-Bilanz der Weltmeisterschaft der Division I, Gruppe B - 2012 Aufstieg in die Top-Division bei der Weltmeisterschaft der Division I, Gruppe A - 2014 Aufstieg in die Top-Division bei der Weltmeisterschaft der Division I, Gruppe A |

## Karrierestatistik

### International
(Legende zur Spielerstatistik: Sp oder GP = absolvierte Spiele; T oder G = erzielte Tore; V oder A = erzielte Assists; Pkt oder Pts = erzielte Scorerpunkte; SM oder PIM = erhaltene Strafminuten; +/− = Plus/Minus-Bilanz; PP = erzielte Überzahltore; SH = erzielte Unterzahltore; GW = erzielte Siegtore; 1 Play-downs/Relegation; Kursiv: Statistik nicht vollständig)